# گمینا خژانوو (استان لهستان کوچک‌تر)
گمینا خژانوو (استان لهستان کوچک‌تر) (به لهستانی:  Gmina Chrzanów) یک گمینا در لهستان است که در شهرستان خژانوف واقع شده‌است. گمینا خژانوو ۷۹٫۳۳ کیلومتر مربع مساحت و ۴۹٬۷۵۲ نفر جمعیت دارد.

## خواهرخوانده
شهرهای ایوانو-فرانکیفسک، Harnes و Nyékládháza خواهرخوانده‌های گمینا خژانوو (استان لهستان کوچک‌تر) هستند.